# SN 2003dd
SN 2003dd – supernowa odkryta 26 marca 2003 roku w galaktyce A135655+0355. W momencie odkrycia miała maksymalną jasność 20,10m.